# نشان هفت‌پیکر

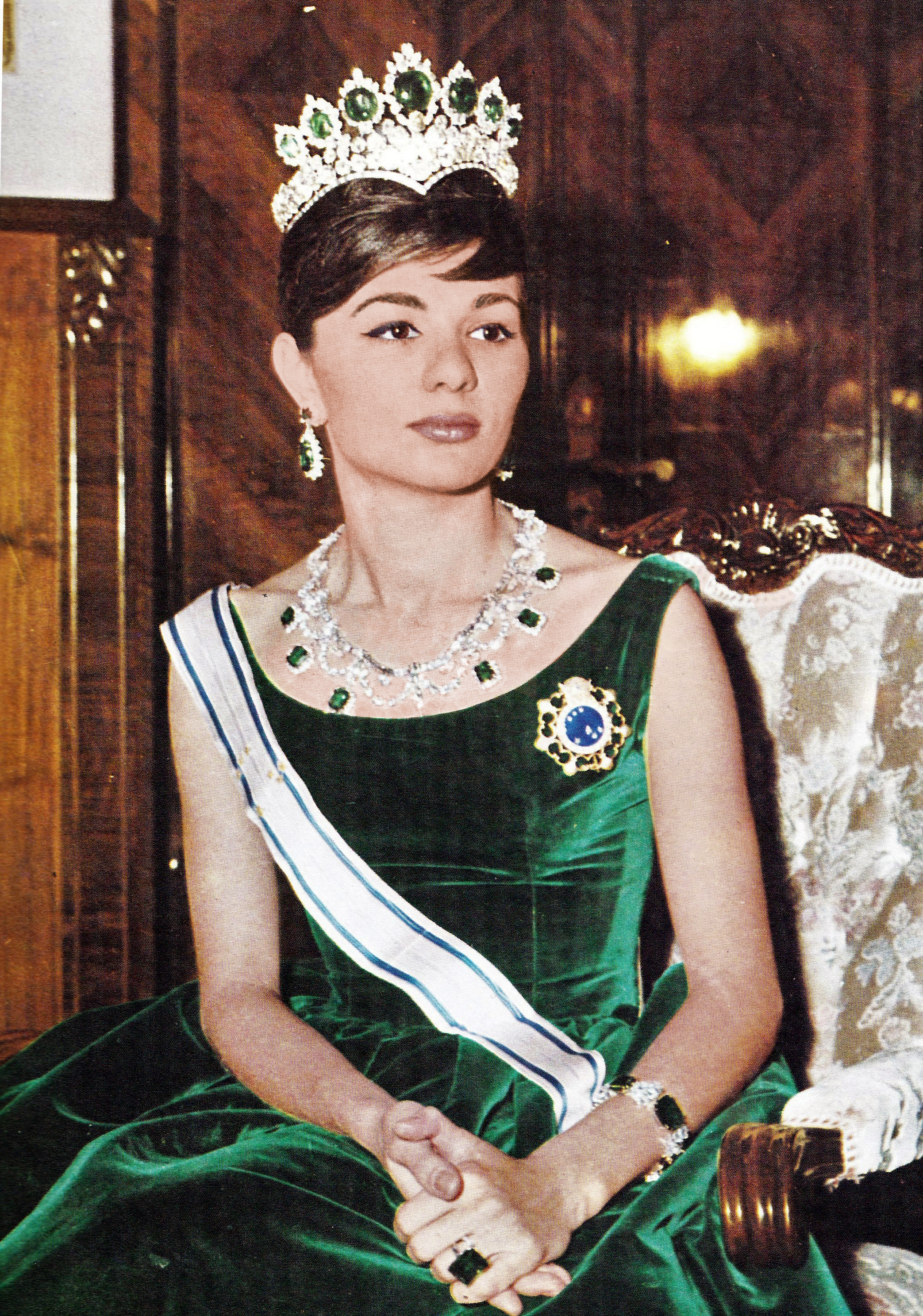
شهبانوی ایران ، فرح پهلوی در حالی که نوار و نشان هفت‌پیکر را بر تن دارد.

نشان هفت‌پیکر، یکی از نشان‌های بانوان در ایران بود که به افتخار ملکه ثریا همسر دوم محمد رضا شاه ایجاد شد.
نشان هفت‌پیکر در سال ۱۹۵۷ میلادی تأسیس و جایگزین نشان آفتاب که نشان بانوان قاجاری بود شد ، در واقع نام این نشان به نام ثریا اسفندیاری، همسر دوم محمدرضا شاه اشاره دارد زیرا ثریا نام دیگری برای خوشه پروین یا هفت‌پیکر است.
پس از ثریا، فرح پهلوی، در رده‌بندی دریافت این نشان، درجهٔ یکم یعنی درجهٔ والاجایگاهی را داراست. ملکه بئاتریکس که او نیز درجه اول این نشان را داراست در دیدار رسمی شاه ایران از هلند در سال ۱۹۶۶ از محمدرضا شاه دریافت کرد.
بر روی لعاب آبی پررنگ این نشان نماد خوشه پروین نقش شده و در بالای آن تاج شاهنشاهی پهلوی نمایان است. نوار زیر نشان به رنگ آبی آسمانی است. بعدها در آستانه مراسم تاج‌گذاری شاه و بنا بر قوانین دربار ایران، نشان آریامهر به افتخار فرح پهلوی ایجاد شد و وی نخستین دریافت‌کننده این نشان بود. این نشان جایگزین نشان هفت‌پیکر شد.
در سال ۱۹۷۶ نشانی در فرانسه به همین نام ایجاد شد.
فرح پهلوی در سال ۲۰۰۶ یکی از نشان‌های الماس نشان مربوط به این نشان هفت‌پیکر را به جهت اجرای کاری نیکوکارانه در پاریس به مزایده گذاشت.

## درجات نشان
نشان هفت‌پیکر در سه نشان مجزا اعطاء می‌گردید:

نشان درجه یک هفت‌پیکر
نشان درجه دو هفت‌پیکر
نشان درجه سه هفت‌پیکر

## مدال هفت‌پیکر
در کنار نشان که شامل روبان و سرحمایل بود، مدال هفت‌پیکر نیز اعطاء می‌شد که آن نیز به سه درجه مختلف تقسیم می‌شد و عبارتند از:

مدال درجه یک هفت‌پیکر
مدال درجه دو هفت‌پیکر
مدال درجه سه هفت‌پیکر